# Архан Исуф
Архан Гюнай Исуф (роден на 25 януари 1999 г.) е български футболист, който играе на поста десен бек. Състезател на Хебър.. От 2024 г. се състезава в албанския столичен Тирана.

## Кариера
В професионалната си кариера Исуф е играл последователно за Локомотив (Пловдив), Арда, Спартак (Варна), Пирин (Благоевград), отново Спартак (Варна), преди да бъде закупен от ЦСКА 1948. При „червените“ играе най-вече в дубъла във Втора лига.
На 1 януари 2023 г. Архан официално става част от отбора на Хебър. Дебютира на 20 февруари при равенството 0:0 като домакин на Спартак (Варна).

## Национална кариера
На 21 ноември 2018 г. Исуф дебютира в официален мач за националния отбор на България до 19 г., при равенството 0:0 като гост на националния отбор на Испания до 19 г., в среща от квалификациите за Европейското първенство по футбол за юноши до 19 г. през 2018 г.

## Успехи
Пирин (Благоевград)
- Втора лига (1): 2020/21